# Temporada 2015 de Indy Lights
La temporada 2015 de Cooper Tires Indy Lights fue la temporada número 30 de la serie Indy Lights.

## Equipos y pilotos
Todos los pilotos compiten con un chasis Dallara y un motor Mazda AER.
| Equipo                       | N.º | Piloto            | Rondas     |
| ---------------------------- | --- | ----------------- | ---------- |
| 8 Star Motorsports           | 8   | Scott Hargrove    | 1–2        |
| 8 Star Motorsports           | 8   | Sean RayhAll      | 4–8, 13–16 |
| Andretti Autosport           | 51  | Shelby Blackstock | Todas      |
| Andretti Autosport           | 83  | Matthew Brabham   | 1–3        |
| Belardi Auto Racing          | 4   | Félix SerrAllés   | Todas      |
| Belardi Auto Racing          | 5   | Juan Piedrahíta   | Todas      |
| Carlin                       | 11  | Ed Jones          | Todas      |
| Carlin                       | 14  | Max Chilton       | 1–8, 11–16 |
| Carlin                       | 14  | Nelson Piquet Jr. | 9–10       |
| Juncos Racing                | 12  | Spencer Pigot     | Todas      |
| Juncos Racing                | 18  | Kyle Kaiser       | Todas      |
| Schmidt Peterson Motorsports | 7   | RC Enerson        | Todas      |
| Schmidt Peterson Motorsports | 21  | Heamin Choi       | 15–16      |
| Schmidt Peterson Motorsports | 42  | Jack Harvey       | Todas      |
| Schmidt Peterson Motorsports | 71  | Ethan Ringel      | Todas      |
| Schmidt Peterson Motorsports | 77  | Scott Anderson    | Todas      |

## Clasificaciones

### Puntuaciones
| Posición | 1.º | 2.º | 3.º | 4.º | 5.º | 6.º | 7.º | 8.º | 9.º | 10.º | 11.º | 12.º | 13.º | 14.º | 15.º | 16.º | 17.º | 18.º | 19.º | 20.º |
| Puntos   | 30  | 25  | 22  | 19  | 17  | 15  | 14  | 13  | 12  | 11   | 10   | 9    | 8    | 7    | 6    | 5    | 4    | 3    | 2    | 1    |

### Campeonato de Pilotos
| Pos. | Piloto             | STP | STP | LBH | ALA | ALA | IND | IND | INDY | TOR | TOR | MIL | IOW | MOH | MOH | LAG | LAG | Puntos |
| ---- | ------------------ | --- | --- | --- | --- | --- | --- | --- | ---- | --- | --- | --- | --- | --- | --- | --- | --- | ------ |
| 1    | Spencer Pigot      | 3   | 3   | 2   | 1*  | 1*  | 7   | 12  | 9    | 1*  | 1*  | 7   | 8   | 8   | 3   | 1*  | 1*  | 357    |
| 2    | Jack Harvey        | 2   | 2   | 10  | 2   | 2   | 1*  | 5   | 1    | 2   | 2   | 4   | 5   | 11  | 10  | 5   | 9   | 330    |
| 3    | Ed Jones           | 1*  | 1*  | 1*  | 4   | 11  | 3   | 4   | 10   | 5   | 3   | 8   | 2   | 9   | 9*  | 3   | 4   | 324    |
| 4    | R. C. Enerson      | 9   | 13  | 4   | 3   | 7   | 5   | 2   | 4    | 8   | 5   | 2*  | 3   | 1*  | 4   | 6   | 6   | 295    |
| 5    | Max Chilton        | 12  | 4   | 5   | 5   | 3   | 4   | 3   | DNS  |     |     | 6   | 1*  | 2   | 2   | 11  | 3   | 258    |
| 6    | Kyle Kaiser        | 5   | 5   | 12  | 8   | 12  | 12  | 6   | 5    | 3   | 9   | 9   | 4   | 4   | 11  | 2   | 10  | 237    |
| 7    | Félix Serrallés    | 13  | 8   | 3   | 6   | 4   | 9   | 11  | 11   | DSQ | 7   | 1   | 10  | 10  | 5   | 13  | 8   | 225    |
| 8    | Juan Piedrahíta    | 6   | 9   | 8   | 7   | 8   | 11  | 7   | 7    | 10  | 4   | 3   | 7   | 6   | 12  | 7   | 7   | 223    |
| 9    | Scott Anderson     | 7   | 10  | 6   | 11  | 5   | 6   | 9   | 3    | 9   | 10  | 5   | 6   | 7   | 8   | 9   | 13  | 219    |
| 10   | Shelby Blackstock  | 10  | 11  | 9   | 9   | 10  | 8   | 8   | 8    | 4   | 6   | 11  | 9   | 3   | 6   | 8   | 5   | 218    |
| 11   | Ethan Ringel       | 8   | 12  | 7   | 10  | 9   | 10  | 10  | 2*   | 6   | 11  | 10  | 11  | 12  | 7   | 10  | 12  | 197    |
| 12   | Sean Rayhall       |     |     |     | 12  | 6   | 2   | 1*  | 6    |     |     |     |     | 5   | 1   | 4   | 2   | 188    |
| 13   | Matthew Brabham    | 11  | 7   | 11  |     |     |     |     |      |     |     |     |     |     |     |     |     | 35     |
| 14   | Scott Hargrove     | 4   | 6   |     |     |     |     |     |      |     |     |     |     |     |     |     |     | 34     |
| 15   | Nelson Piquet, Jr. |     |     |     |     |     |     |     |      | 7   | 8   |     |     |     |     |     |     | 28     |
| 16   | Heamin Choi        |     |     |     |     |     |     |     |      |     |     |     |     |     |     | 12  | 11  | 19     |
| Pos. | Piloto             | STP | STP | LBH | ALA | ALA | IND | IND | INDY | TOR | TOR | MIL | IOW | MOH | MOH | LAG | LAG | Puntos |

| Color   | Resultado                    |
| ------- | ---------------------------- |
| Oro     | Ganador                      |
| Plata   | 2.º lugar                    |
| Bronce  | 3.er lugar                   |
| Verde   | 4.º y 5.º lugar (top 5)      |
| Celeste | 6.º a 10.º lugar (top 10)    |
| Azul    | Finalizó (afuera del top 10) |
| Violeta | No terminó                   |
| Rojo    | DNQ - No se clasificó        |
| Marrón  | Wth - Retirado               |
| Negro   | DSQ - Descalificado          |
| Blanco  | DNS - No empezó              |
| Blanco  | C - Carrera cancelada        |

| Estado  | Resultado                                |
| ------- | ---------------------------------------- |
| Negrita | Pole position                            |
| Cursiva | Vuelta rápida                            |
| L       | Lideró al menos una vuelta de la carrera |
| *       | Quien lideró más vueltas en la carrera   |
| RY      | Novato del Año                           |
| R       | Novato                                   |

### Campeonato de Equipos
| Pos. | Equipo                                         | Puntos |
| ---- | ---------------------------------------------- | ------ |
| 1    | Schmidt Peterson Motorsports w/ Curb-Agajanian | 407    |
| 2    | Carlin                                         | 363    |
| 3    | Juncos Racing                                  | 344    |
| 4    | Belardi Auto Racing                            | 202    |
| 5    | 8Star Motorsports                              | 176    |
| 6    | Andretti Autosport                             | 145    |